# Franse republikeinse kalender
De Franse revolutionaire kalender (ook wel republikeinse of jakobijnse kalender) was een stelsel van tijdmeting dat van 1793 tot en met 1805 in gebruik was in het revolutionaire Frankrijk. De kalender verving de (christelijke) gregoriaanse kalender en verdeelde het jaar in twaalf maanden van elk drie décades, tiendaagse weken. In de uiteindelijke versie van de kalender begon de jaartelling op 22 september 1792, de stichtingsdatum van de Eerste Franse Republiek.
Een jaar na invoering van de kalender werd ook een nieuwe, decimale dagindeling voorgesteld, waarin een etmaal bestond uit tien uren van elk honderd minuten, die weer verdeeld waren in honderd seconden elk.
Op 31 december 1805 werd deze kalender afgeschaft.

## Geschiedenis

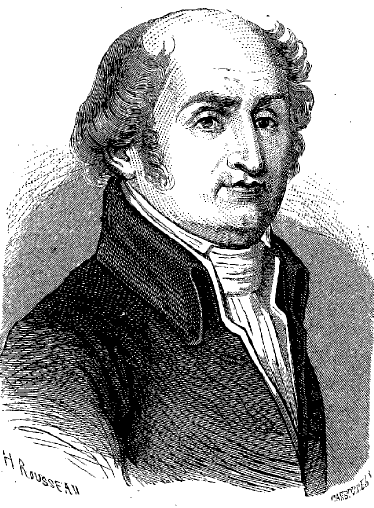
Charles-Gilbert Romme zou de kalender hebben ontwikkeld tijdens zijn gevangenschap

De revolutie had van Frankrijk een seculiere staat gemaakt die zich afzette tegen alles wat kerks was. In het kader van de scheiding van kerk en staat was ook de gregoriaanse kalender een ongewenst overblijfsel van het verleden: die mat immers de tijd sinds de (vermeende) geboortedag van Christus.
Om de tijdmeting van haar christelijke wortels te ontdoen ontwierpen de wiskundige Charles-Gilbert Romme en de schrijver, acteur en dichter Fabre d'Églantine een nieuwe kalender, waarin de tijd werd gerekend vanaf 22 september 1792, de datum waarop de Eerste Franse Republiek werd uitgeroepen, twee dagen na de overwinning bij Valmy. Een jaar werd verdeeld in 12 maanden van elk 3 decaden van elk 10 dagen, met per jaar 5 of 6 extra dagen om de duur van het kalenderjaar gelijk te trekken met het astronomische jaar.
De kalender was van 24 oktober 1793 tot 1 januari 1806 officieel in gebruik. Na de annexatie van de Oostenrijkse Nederlanden door Frankrijk (1795), werd ook daar de Republikeinse kalender ingevoerd: in de Burgerlijke Stand vanaf 17 juni 1796, en algemeen verplicht vanaf 3 april 1798. Na de val van Robespierre in juli 1794 gingen er stemmen op om de kalender af te schaffen, maar in 1795 werd de kalender in de nieuwe grondwet opgenomen. Ondertussen waren de beide makers slachtoffers geworden van het Schrikbewind.

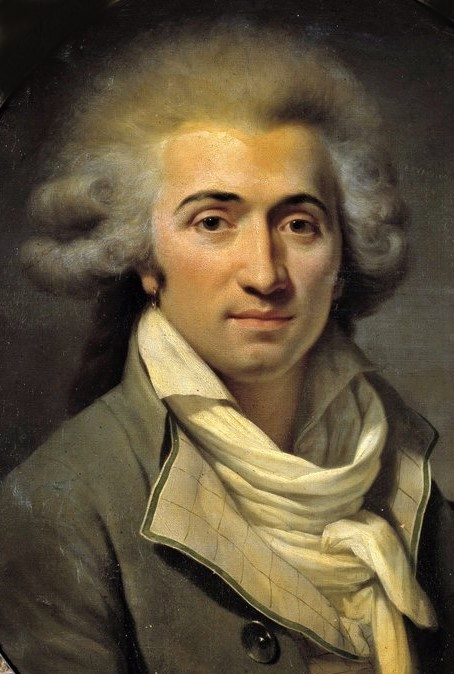
Fabre d'Églantine

In april 1798 werd de vermelding van de Gregoriaanse kalender officieel verboden. In 1800 nam de druk op het weer toelaten van de Gregoriaanse kalender toe. In 1802 werd de tiendaagse week door de zevendaagse vervangen. Deze hybride vorm bleef nog drie jaar bestaan.
Op 10 Nivôse van het jaar XIV (31 december 1805) werd het systeem afgeschaft. Op 1 januari 1806 ging men opnieuw over op de gregoriaanse kalender. Gedurende de commune van Parijs in 1871 is de revolutionaire kalender sporadisch gebruikt.
Het bijbehorende metrieke stelsel had meer succes. Hoewel ook dat weer tijdelijk werd afgeschaft veroverde het (bijna) de gehele wereld, vooral ook in de wetenschap, en werd het uitgebouwd tot het SI-stelsel.

### Wijzigingen
In de korte tijd van het bestaan van de kalender is er een aantal varianten van kracht geweest.
- 22 september 1792: Invoering, maar met behoud van de gregoriaanse jaarindeling.
- 5 oktober 1793: Invoering van decaden, en 12 maanden van 30 dagen. De maanden, de dagen van de decade, en de aanvullende dagen worden genummerd.
- 24 oktober 1793: De maanden en de dagen van de decade krijgen namen.
- 24 november 1793: Er wordt een aantal naamswijzigingen doorgevoerd. Het jaar I, dat op 31 december 1792 geëindigd was, wordt met terugwerkende kracht opgerekt tot 21 september 1793.
- 22 september 1794: De dag wordt decimaal verdeeld.
- 7 april 1795: De decimale dagindeling wordt (na een half jaar) weer afgeschaft. (Bij dezelfde wet werden decimale maten en gewichten juist ingevoerd.)
- 24 augustus 1795: De sanscullottiden worden hernoemd in aanvullende dagen.
- 26 juli 1800: Alleen ambtenaren zijn nog onderworpen aan de decade. Anderen mogen de week weer gebruiken.
- 8 april 1802: De decade wordt ook voor ambtenaren afgeschaft. Ook zij herkrijgen de wekelijkse rustdag.
- 1 januari 1806: De kalender wordt geheel afgeschaft.

In dit artikel wordt de uitgebreidste vorm, die van 24 november 1793, beschreven.

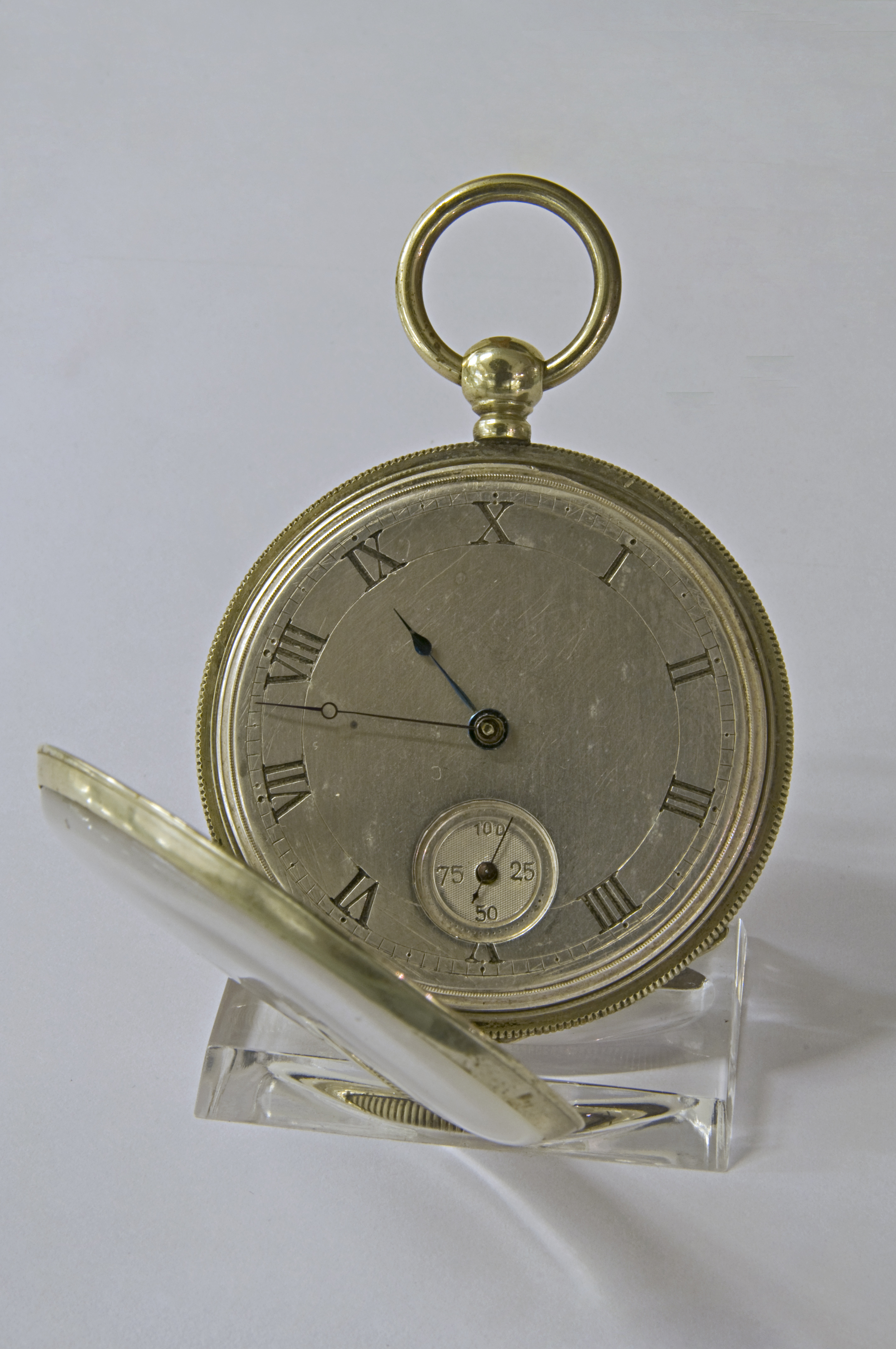
Decimaal uurwerk. De uurwijzer gaat in een etmaal rond, dus half zo snel als bij een gewone klok. De minuutwijzer gaat in 100 decimale minuten, dat is 2,4 uur, rond.

## Dagindeling
Bij de decimaal verdeelde kalender behoorde bij decreet van 4 Frimaire van het jaar II (24 november 1793) ook een nieuwe decimale urenindeling van de dag. Tien uren van ieder 100 minuten van elk honderd seconden zouden het dagritme moeten gaan bepalen. Vooral omdat er bij de kwart voor en kwart over geen cijfers stonden (immers 7,5 en 2,5) vond het nieuwe systeem weinig weerklank, temeer daar de tijd vooral als tijdstip werd gebruikt: men rekende nog niet zo veel met tijdsduur, waardoor de decimale opbouw minder voordeel bood. Hierdoor heeft deze indeling nooit veel ingang gevonden. Bovendien waren de klokken gecompliceerd doordat men ook de oude tijd wilde aangeven. Daardoor was de productie gering en klokken met een tienuren-wijzerplaat zijn uiterst zeldzaam.

## Jaren
De Republikeinse kalender werd met terugwerkende kracht ingevoerd vanaf 22 september 1792. Deze datum is de eerste dag - de eerste vendémiaire - van de eerste maand van het jaar I van de Franse revolutionaire jaartelling. Dit eerste jaar liep natuurlijk ook door in 1793. De laatste dag van het eerste jaar is vervolgens 21 september 1793. De jaartallen werden met Romeinse cijfers geschreven.
De astronomie geldt als ijkpunt van de kalender. Het nieuwe jaar begint om middernacht van het etmaal waarin de zon de herfstequinox bereikt, zoals waargenomen vanuit Parijs. Dus als op 24 september om 00h32 Parijse tijd de herfst begint, is 24 september nieuwjaarsdag, 1 vendémaire. Dit betekent dat er geen hanteerbare regels zijn voor schrikkeljaren. Het idee hierachter is dat de kalender nooit uit de pas kan lopen, maar het ontbreken van een duidelijke regelmaat voor schrikkeljaren is een groot manco. Men weet zonder kennis van de volgende herfstequinox immers nooit hoeveel dagen een jaar heeft, of wanneer een jaar begint en eindigt.
Hoewel de astronomische herfst op de eerste van de maand begint, is dat voor de andere seizoenen niet het geval. De seizoenen duren immers gemiddeld iets langer dan 91 dagen. Het gevolg is dat de zomer pas omstreeks 4 messidor begint. Bij de eerstvolgende herfstequinox wordt de afwijking, met de jours sansculottides, weer rechtgetrokken.
| I   | 22 sep 1792 | VI   | 22 sep 1797 | XI       | 23 sep 1802                            |                                        |
| II  | 22 sep 1793 | VII  | 22 sep 1798 | XII      | 24 sep 1803                            |                                        |
| III | 22 sep 1794 | VIII | 23 sep 1799 | XIII     | 23 sep 1804                            |                                        |
| IV  | 23 sep 1795 | IX   | 23 sep 1800 | XIV      | 23 sep 1805                            |                                        |
| V   | 22 sep 1796 | X    | 23 sep 1801 | jan 1806 | herinvoering van gregoriaanse kalender | herinvoering van gregoriaanse kalender |

| Schrikkeljaar in revolutionaire kalender |
| Schrikkeljaar in gregoriaanse kalender   |

De aanvangsdata in onze tijd staan in een aparte tabel.

### Schrikkeljaren
De wet bevat niet alleen een regeling voor het begin van het jaar maar ook voor de schrikkeljaren. Men had zich niet gerealiseerd dat die regelingen strijdig waren. Niet lang na de afschaffing zou 23 september 1811 tot twee jaren hebben behoord, en 22 september 1812 tot geen enkel jaar. Vanaf dan zou het probleem zich elke vier jaar voordoen.
De wet zou dus noodzakelijkerwijs aangepast moeten worden.
Dit levert een probleem op als men de kalender in de huidige tijd wil plaatsen. Wettelijk is de kalender afgeschaft. De wettelijke regeling ongewijzigd gebruiken kan ook niet. Over hoe het nu zou moeten bestaat een aantal verschillende opvattingen.
De hier getoonde kalenders geven de datumomrekening naar de gregoriaanse kalender, waarbij de jaaraanvang alleen voor de jaren I t/m XVI de oorspronkelijke regeling volgt. Daarbuiten wordt de regelmatige regeling van de commissie Romme toegepast. De herfstequinox wordt dus globaal gevolgd, niet exact.

## Maanden
In de nieuwe kalender was het jaar, zoals dat ook in het Oude Egypte gebruikelijk was, opgedeeld in 12 maanden van 30 dagen plus 5 (of 6) aanvullende dagen aan het eind van het jaar. Deze laatste dagen zijn nodig om met het tropisch jaar (~365¼ dagen) in de pas te blijven. De namen van de maanden waren bedacht door de dichter Fabre d'Églantine. Iedere maand herinnert aan een kenmerk van het klimaat in Frankrijk. Bovendien blijkt uit de uitgangen van namen tot welk seizoen een maand behoort.
| Republikeinse Maand | Etymologie                            | Nederlandse vertaling | Gregoriaanse tegenhanger |
| ------------------- | ------------------------------------- | --------------------- | ------------------------ |
| Vendémiaire         | uit het Frans vendange, "wijnoogst"   | Wijnmaand             | September                |
| Brumaire            | uit het Frans brume, "mist"           | Mistmaand             | Oktober                  |
| Frimaire            | uit het Frans frimas, "vorst"         | Koudemaand            | November                 |
| Nivôse              | uit het Latijn nivosus, "besneeuwd"   | Sneeuwmaand           | December                 |
| Pluviôse            | uit het Frans pluvieux, "regenachtig" | Regenmaand            | Januari                  |
| Ventôse             | uit het Frans venteux, "winderig"     | Windmaand             | Februari                 |
| Germinal            | uit het Frans germination, "kieming"  | Kiemmaand             | Maart                    |
| Floréal             | uit het Frans fleur, "bloem"          | Bloemmaand            | April                    |
| Prairial            | uit het Frans prairie, "weide"        | Weidemaand            | Mei                      |
| Messidor            | uit het Latijn messis, "oogst"        | Oogstmaand            | Juni                     |
| Thermidor           | uit het Grieks thérmē, "hitte"        | Hittemaand            | Juli                     |
| Fructidor           | uit het Latijn fructus, "fruit"       | Fruitmaand            | Augustus                 |

De namen van de maanden kunnen verwarring geven met de traditionele Nederlandse namen:
- Floréal (bloemmaand) valt ongeveer samen met mei (bloeimaand).
- Prairial (weidemaand) valt ongeveer samen met juni, niet met april (grasmaand).
- Messidor (oogstmaand) valt ongeveer samen met juli, niet met augustus (oogstmaand).

## Weekindeling
De week (bijbels van oorsprong, met de zondagsheiliging) werd vervangen door de decade, een periode van 10 dagen; drie decades vormden één maand. Dat betekende dat er nog maar een op tien dagen vrij was in plaats van een op zeven, een ontwikkeling die paste in een langere trend van afschaffing van vrije dagen. De weekdagen (zondag, maandag, enz) werden vervangen door tien namen die gebaseerd waren op de telwoorden in het Latijn:
- Primidi
- Duodi
- Tridi
- Quartidi
- Quintidi
- Sextidi
- Septidi
- Octidi
- Nonidi
- Decadi, een vrije dag die de zondag moest vervangen.

Op de decadi waren scholen en veel openbare gebouwen gesloten. Het houden van verkopingen was verboden. Het vieren van de mis en het sluiten van huwelijken op deze rustdag werd aangemoedigd. Er werden hardloopwedstrijden georganiseerd, waarbij de Franse lelie moest worden vertrapt. Het gezamenlijk zingen van liederen werd bevorderd. Ambtenaren waren verplicht de festiviteiten en lezingen over de landbouw te bezoeken.
De zevendaagse weekindeling werd in april 1802 weer ingevoerd, terwijl het 10-dagenritme al sinds juli 1800 alleen nog maar voor ambtenaren van kracht was. Zo werd het stelsel al ruim voor de definitieve afschaffing op 1 januari 1806 langzaam gesloopt.

## Dagen van het jaar
Om de naamdagen van de rooms-katholieke heiligen te vervangen, was iedere reguliere dag van het jaar (dus niet de sansculottiden) gewijd aan een dier (iedere quintidi), een werktuig (iedere rustdag, decadi), een mineraal of delfstof (de overige dagen in de maand Nivôse) of een plant, boom of vrucht (iedere andere dag).
Begindata van de maanden:
| Maand↓ Jaar→                                                                            | I      | II     | III    | IV     | V      | VI     | VII    | VIII   | IX     | X      | XI     | XII    | XIII   | XIV    |           |
| Herfst                                                                                  | Herfst | Herfst | Herfst | Herfst | Herfst | Herfst | Herfst | Herfst | Herfst | Herfst | Herfst | Herfst | Herfst | Herfst | Herfst    |
| --------------------------------------------------------------------------------------- | ------ | ------ | ------ | ------ | ------ | ------ | ------ | ------ | ------ | ------ | ------ | ------ | ------ | ------ | --------- |
| Vendémiaire - Wijnmaand                                                                 | 22     | 22     | 22     | 23     | 22     | 22     | 22     | 23     | 23     | 23     | 23     | 24     | 23     | 23     | september |
| Brumaire - Mistmaand                                                                    | 22     | 22     | 22     | 23     | 22     | 22     | 22     | 23     | 23     | 23     | 23     | 24     | 23     | 23     | oktober   |
| Frimaire - Koudemaand                                                                   | 21     | 21     | 21     | 22     | 21     | 21     | 21     | 22     | 22     | 22     | 22     | 23     | 22     | 22     | november  |
| Winter                                                                                  |        |        |        |        |        |        |        |        |        |        |        |        |        |        |           |
| Nivôse - Sneeuwmaand                                                                    | 21     | 21     | 21     | 22     | 21     | 21     | 21     | 22     | 22     | 22     | 22     | 23     | 22     | 22     | december  |
| Pluviôse - Regenmaand                                                                   | 20     | 20     | 20     | 21     | 20     | 20     | 20     | 21     | 21     | 21     | 21     | 22     | 21     | 21     | januari   |
| Ventôse - Windmaand                                                                     | 19     | 19     | 19     | 20     | 19     | 19     | 19     | 19     | 20     | 20     | 20     | 21     | 20     | 20     | februari  |
| Lente                                                                                   |        |        |        |        |        |        |        |        |        |        |        |        |        |        |           |
| Germinal - Kiemmaand                                                                    | 21     | 21     | 21     | 21     | 21     | 21     | 21     | 22     | 22     | 22     | 22     | 23     | 22     | 22     | maart     |
| Floréal - Bloeimaand                                                                    | 20     | 20     | 20     | 20     | 20     | 20     | 20     | 21     | 21     | 21     | 21     | 22     | 21     | 21     | april     |
| Prairial - Weidemaand                                                                   | 20     | 20     | 20     | 20     | 20     | 20     | 20     | 21     | 21     | 21     | 21     | 22     | 21     | 21     | mei       |
| Zomer                                                                                   |        |        |        |        |        |        |        |        |        |        |        |        |        |        |           |
| Messidor - Oogstmaand                                                                   | 19     | 19     | 19     | 19     | 19     | 19     | 19     | 20     | 20     | 20     | 20     | 20     | 20     | 20     | juni      |
| Thermidor - Hittemaand                                                                  | 19     | 19     | 19     | 19     | 19     | 19     | 19     | 20     | 20     | 20     | 20     | 20     | 20     | 20     | juli      |
| Fructidor - Fruitmaand                                                                  | 18     | 18     | 18     | 18     | 18     | 18     | 18     | 19     | 19     | 19     | 19     | 19     | 19     | 19     | augustus  |
| De vijf of zes aanvullende dagen aan het eind van het jaar noemt men de sansculottiden: |        |        |        |        |        |        |        |        |        |        |        |        |        |        |           |
|                                                                                         | 17     | 17     | 17     | 17     | 17     | 17     | 17     | 18     | 18     | 18     | 18     | 18     | 18     | 18     | september |

|          |
| Primidi  |
| Duodi    |
| Tridi    |
| Quartidi |
| Quintidi |
| Sextidi  |
| Septidi  |
| Octidi   |
| Nonidi   |
| Décadi   |

| décade 1 |                             |
| 1        | Raisin (Druif)              |
| 2        | Safran (Saffraan)           |
| 3        | Châtaigne (Kastanje)        |
| 4        | Colchique (Herfsttijloos)   |
| 5        | Cheval (Paard)              |
| 6        | Balsamine (Springbalsemien) |
| 7        | Carotte (Wortel)            |
| 8        | Amarante (Amarant)          |
| 9        | Panais (Pastinaak)          |
| 10       | Cuve (Wijnvat)              |

| décade 2 |                             |
| 11       | Pomme de terre (Aardappel)  |
| 12       | Immortelle (Strobloem)      |
| 13       | Potiron (Kalebas)           |
| 14       | Réséda (Mignonette)         |
| 15       | Âne (Ezel)                  |
| 16       | Belle de nuit (Nachtschone) |
| 17       | Citrouille (Pompoen)        |
| 18       | Sarrasin (Boekweit)         |
| 19       | Tournesol (Zonnebloem)      |
| 20       | Pressoir (Wijnpers)         |

| décade 3 |                             |
| 21       | Chanvre (Hennep, Marihuana) |
| 22       | Pêche (Perzik)              |
| 23       | Navet (Knolraap)            |
| 24       | Amaryllis (Amaryllis)       |
| 25       | Bœuf (Rund)                 |
| 26       | Aubergine                   |
| 27       | Piment (Chilipeper)         |
| 28       | Tomate (Tomaat)             |
| 29       | Orge (Gerst)                |
| 30       | Tonneau (Wijnton)           |

|                       |
| Republikeinse tijd:   |
| 7:02:37               |
| Midden-Europese tijd: |
| 17:42:04              |

|          |
| Primidi  |
| Duodi    |
| Tridi    |
| Quartidi |
| Quintidi |
| Sextidi  |
| Septidi  |
| Octidi   |
| Nonidi   |
| Décadi   |

| décade 4 |                          |
| 1        | Pomme (Appel)            |
| 2        | Céleri (Snijselderij)    |
| 3        | Poire (Peer)             |
| 4        | Betterave (Biet)         |
| 5        | Oie (Gans)               |
| 6        | Héliotrope (Heliotroop)  |
| 7        | Figue (Vijg)             |
| 8        | Scorsonère (Schorseneer) |
| 9        | Alisier (Elsbes)         |
| 10       | Charrue (Ploeg)          |

| décade 5 |                          |
| 11       | Salsifis (Morgenster)    |
| 12       | Macre (Waternoot)        |
| 13       | Topinambour (Aardpeer)   |
| 14       | Endive (Witlof)          |
| 15       | Dindon (Kalkoen)         |
| 16       | Chervis (Suikerwortel)   |
| 17       | Cresson (Waterkers)      |
| 18       | Dentelaire (Mannentrouw) |
| 19       | Grenade (Granaatappel)   |
| 20       | Herse (Eg)               |

| décade 6 |                                  |
| 21       | Bacchante (Asarum baccharis)     |
| 22       | Azarole (Azarooldoorn)           |
| 23       | Garance (Meekrap)                |
| 24       | Orange (Sinaasappel)             |
| 25       | Faisan (Fazant)                  |
| 26       | Pistache                         |
| 27       | Macjonc (Aardaker)               |
| 28       | Coing (Kweepeer)                 |
| 29       | Cormier (Peervormige lijsterbes) |
| 30       | Rouleau (Wals)                   |

|                       |
| Republikeinse tijd:   |
| 7:02:37               |
| Midden-Europese tijd: |
| 17:42:04              |

|          |
| Primidi  |
| Duodi    |
| Tridi    |
| Quartidi |
| Quintidi |
| Sextidi  |
| Septidi  |
| Octidi   |
| Nonidi   |
| Décadi   |

| décade 7 |                             |
| 1        | Raiponce (Rapunzel)         |
| 2        | Turneps (Raapstelen)        |
| 3        | Chicorée (Cichorei)         |
| 4        | Nèfle (Mispel)              |
| 5        | Cochon (Varken)             |
| 6        | Mâche (Veldsla)             |
| 7        | Chou-fleur (Bloemkool)      |
| 8        | Miel (Honing)               |
| 9        | Genièvre (Jeneverbesstruik) |
| 10       | Pioche (Houweel)            |

| décade 8 |                         |
| 11       | Cire (Bijenwas)         |
| 12       | Raifort (Mierikswortel) |
| 13       | Cèdre (Ceder)           |
| 14       | Sapin (Zilverspar)      |
| 15       | Chevreuil (Ree)         |
| 16       | Ajonc (Gaspeldoorn)     |
| 17       | Cyprès (Cipres)         |
| 18       | Lierre (Hedera, klimop) |
| 19       | Sabine (Jeneverbes)     |
| 20       | Hoyau (Schoffel)        |

| décade 9 |                        |
| 21       | Érable sucré (Esdoorn) |
| 22       | Bruyère (Struikhei)    |
| 23       | Roseau (Riet)          |
| 24       | Oseille (Veldzuring)   |
| 25       | Grillon (Krekel)       |
| 26       | Pignon (Pijnboompit)   |
| 27       | Liège (Kurk)           |
| 28       | Truffe (Truffel)       |
| 29       | Olive (Olijf)          |
| 30       | Pelle (Schep)          |

|                       |
| Republikeinse tijd:   |
| 7:02:37               |
| Midden-Europese tijd: |
| 17:42:04              |

|          |
| Primidi  |
| Duodi    |
| Tridi    |
| Quartidi |
| Quintidi |
| Sextidi  |
| Septidi  |
| Octidi   |
| Nonidi   |
| Décadi   |

| décade 10 |                        |
| 1         | Tourbe (Turf)          |
| 2         | Houille (Steenkool)    |
| 3         | Bitume (Bitumen)       |
| 4         | Soufre (Zwavel)        |
| 5         | Chien (Hond)           |
| 6         | Lave (Lava)            |
| 7         | Terre végétale (Humus) |
| 8         | Fumier (Mest)          |
| 9         | Salpêtre (Salpeter)    |
| 10        | Fléau (Dorsvlegel)     |

| décade 11 |                            |
| 11        | Granit (Graniet)           |
| 12        | Argile (Klei)              |
| 13        | Ardoise (Leisteen)         |
| 14        | Grès (Zandsteen)           |
| 15        | Lapin (Konijn)             |
| 16        | Silex (Vuursteen)          |
| 17        | Marne (Mergel)             |
| 18        | Pierre à chaux (Kalksteen) |
| 19        | Marbre (Marmer)            |
| 20        | Van (Wan)                  |

| décade 12 |                        |
| 21        | Pierre à plâtre (Gips) |
| 22        | Sel (Zout)             |
| 23        | Fer (IJzer)            |
| 24        | Cuivre (Koper)         |
| 25        | Chat (Kat)             |
| 26        | Étain (Tin)            |
| 27        | Plomb (Lood)           |
| 28        | Zinc (Zink)            |
| 29        | Mercure (Kwik)         |
| 30        | Crible (Zeef)          |

|                       |
| Republikeinse tijd:   |
| 7:02:37               |
| Midden-Europese tijd: |
| 17:42:04              |

|          |
| Primidi  |
| Duodi    |
| Tridi    |
| Quartidi |
| Quintidi |
| Sextidi  |
| Septidi  |
| Octidi   |
| Nonidi   |
| Décadi   |

| décade 13 |                               |
| 1         | Lauréole (Zijdebast)          |
| 2         | Mousse (Mos)                  |
| 3         | Fragon (Ruscaceae)            |
| 4         | Perce-neige (Sneeuwklokje)    |
| 5         | Taureau (Stier)               |
| 6         | Laurier-thym (Viburnum tinus) |
| 7         | Amadouvier (echte tonderzwam) |
| 8         | Mézéréon (Rood peperboompje)  |
| 9         | Peuplier (Populier)           |
| 10        | Coignée (Bijl)                |

| décade 14 |                        |
| 11        | Ellébore (Nieskruid)   |
| 12        | Brocoli (Broccoli)     |
| 13        | Laurier                |
| 14        | Avelinier (Hazelaar)   |
| 15        | Vache (Koe)            |
| 16        | Buis (Buxus)           |
| 17        | Lichen (Korstmos)      |
| 18        | If (Venijnboom, Taxus) |
| 19        | Pulmonaire (Longkruid) |
| 20        | Serpette (Hakmes)      |

| décade 15 |                                  |
| 21        | Thlaspi (Witte krodde)           |
| 22        | Thimelé (Plantengeslacht Daphne) |
| 23        | Chiendent (Kweek)                |
| 24        | Trainasse (Duizendknoop)         |
| 25        | Lièvre (Haas)                    |
| 26        | Guède (Wede)                     |
| 27        | Noisetier (Hazelaar)             |
| 28        | Cyclamen (Cyclaam)               |
| 29        | Chélidoine (Stinkende gouwe)     |
| 30        | Traîneau (Slee)                  |

|                       |
| Republikeinse tijd:   |
| 7:02:37               |
| Midden-Europese tijd: |
| 17:42:04              |

|          |
| Primidi  |
| Duodi    |
| Tridi    |
| Quartidi |
| Quintidi |
| Sextidi  |
| Septidi  |
| Octidi   |
| Nonidi   |
| Décadi   |

| décade 16 |                                       |
| 1         | Tussilage (Klein hoefblad)            |
| 2         | Cornouiller (Kornoelje)               |
| 3         | Violier (Steenraket)                  |
| 4         | Troène (Liguster)                     |
| 5         | Bouc (Bok)                            |
| 6         | Asaret (Hazelwortel, Aristolochiales) |
| 7         | Alaterne (Sporkehout)                 |
| 8         | Violette (Viooltje)                   |
| 9         | Marceau (Boswilg)                     |
| 10        | Bêche (Spade)                         |

| décade 17 |                                 |
| 11        | Narcisse (Narcis)               |
| 12        | Orme (Iep)                      |
| 13        | Fumeterre (Gewone duivenkervel) |
| 14        | Vélar (Gewone raket)            |
| 15        | Chèvre (Geit)                   |
| 16        | Épinard (Spinazie)              |
| 17        | Doronic (Composiet)             |
| 18        | Mouron (Guichelheil)            |
| 19        | Cerfeuil (Echte kervel)         |
| 20        | Cordeau (Touw)                  |

| décade 18 |                             |
| 21        | Mandragore (Alruin)         |
| 22        | Persil (Peterselie)         |
| 23        | Cochléaria (Echt lepelblad) |
| 24        | Pâquerette (Madeliefje)     |
| 25        | Thon (Tonijn)               |
| 26        | Pissenlit (Paardenbloem)    |
| 27        | Sylve (Bosanemoon)          |
| 28        | Capillaire (Soort Varen)    |
| 29        | Frêne (Es)                  |
| 30        | Plantoir (Pootijzer)        |

|                       |
| Republikeinse tijd:   |
| 7:02:37               |
| Midden-Europese tijd: |
| 17:42:04              |

|          |
| Primidi  |
| Duodi    |
| Tridi    |
| Quartidi |
| Quintidi |
| Sextidi  |
| Septidi  |
| Octidi   |
| Nonidi   |
| Décadi   |

| décade 19 |                                      |
| 1         | Primevère (Stengelloze sleutelbloem) |
| 2         | Platane (Plataan)                    |
| 3         | Asperge                              |
| 4         | Tulipe (Tulp)                        |
| 5         | Poule (Hen, Kip)                     |
| 6         | Bette (Snijbiet)                     |
| 7         | Bouleau (Berk)                       |
| 8         | Jonquille (Narcis)                   |
| 9         | Aulne (Els)                          |
| 10        | Couvoir (Broedstoof)                 |

| décade 20 |                             |
| 11        | Pervenche (Maagdenpalm)     |
| 12        | Charme (Haagbeuk)           |
| 13        | Morille (Morielje)          |
| 14        | Hêtre (Beuk)                |
| 15        | Abeille (Honingbij)         |
| 16        | Laitue (Sla)                |
| 17        | Mélèze (Lariks)             |
| 18        | Ciguë (Gevlekte scheerling) |
| 19        | Radis (Radijs)              |
| 20        | Ruche (Bijenkorf)           |

| décade 21 |                             |
| 21        | Gainier (Judasboom)         |
| 22        | Romaine (Slasoort)          |
| 23        | Marronnier (Tamme kastanje) |
| 24        | Roquette (Rucola)           |
| 25        | Pigeon (Duif)               |
| 26        | Lilas (Sering)              |
| 27        | Anémone (Anemoon)           |
| 28        | Pensée (Viooltjessoort)     |
| 29        | Myrtille (Blauwe bes)       |
| 30        | Greffoir (Mes)              |

|                       |
| Republikeinse tijd:   |
| 7:02:37               |
| Midden-Europese tijd: |
| 17:42:04              |

|          |
| Primidi  |
| Duodi    |
| Tridi    |
| Quartidi |
| Quintidi |
| Sextidi  |
| Septidi  |
| Octidi   |
| Nonidi   |
| Décadi   |

| décade 22 |                             |
| 1         | Rose (Roos)                 |
| 2         | Chêne (Eik)                 |
| 3         | Fougère (Varen)             |
| 4         | Aubépine (Meidoorn)         |
| 5         | Rossignol (Nachtegaal)      |
| 6         | Ancolie (Akelei)            |
| 7         | Muguet (Lelietje-van-dalen) |
| 8         | Champignon (Paddenstoel)    |
| 9         | Hyacinthe (Hyacint)         |
| 10        | Râteau (Hark)               |

| décade 23 |                                |
| 11        | Rhubarbe (Rabarber)            |
| 12        | Sainfoin (Esparcette)          |
| 13        | Bâton-d'or (Steenraket)        |
| 14        | Chamérops (Palm)               |
| 15        | Ver à soie (Zijderups)         |
| 16        | Consoude (Smeerwortel)         |
| 17        | Pimprenelle (Kleine pimpernel) |
| 18        | Corbeille d'or (Schildzaad)    |
| 19        | Arroche (Tuinmelde)            |
| 20        | Sarcloir (Schoffel)            |

| décade 24 |                              |
| 21        | Statice (Engels gras)        |
| 22        | Fritillaire (Kievitsbloem)   |
| 23        | Bourrache (Komkommerkruid)   |
| 24        | Valériane (Echte valeriaan)  |
| 25        | Carpe (Karper)               |
| 26        | Fusain (Kardinaalsmuts)      |
| 27        | Civette (Bieslook)           |
| 28        | Buglosse (Ossentong)         |
| 29        | Sénevé (Mosterdzaad)         |
| 30        | Houlette (Schaapherdersstaf) |

|                       |
| Republikeinse tijd:   |
| 7:02:37               |
| Midden-Europese tijd: |
| 17:42:04              |

|          |
| Primidi  |
| Duodi    |
| Tridi    |
| Quartidi |
| Quintidi |
| Sextidi  |
| Septidi  |
| Octidi   |
| Nonidi   |
| Décadi   |

| décade 25 |                               |
| 1         | Luzerne                       |
| 2         | Hémérocalle (Lelie)           |
| 3         | Trèfle (Klaver)               |
| 4         | Angélique (Grote engelwortel) |
| 5         | Canard (Eend)                 |
| 6         | Mélisse (Citroenmelisse)      |
| 7         | Fromental (Glanshaver)        |
| 8         | Martagon (Martagonlelie)      |
| 9         | Serpolet (Tijm)               |
| 10        | Faux (Zeis)                   |

| décade 26 |                          |
| 11        | Fraise (Aardbei)         |
| 12        | Bétoine (Andoorn)        |
| 13        | Pois (Erwt)              |
| 14        | Acacia                   |
| 15        | Caille (Kwartel)         |
| 16        | Oeillet (Anjer)          |
| 17        | Sureau (Vlierbes)        |
| 18        | Pavot (Papaver)          |
| 19        | Tilleul (Lindeboom)      |
| 20        | Fourche (Mestvork, Riek) |

| décade 27 |                              |
| 21        | Barbeau (Korenbloem)         |
| 22        | Camomille (Kamille)          |
| 23        | Chèvrefeuille (Kamperfoelie) |
| 24        | Caille-lait (Walstro)        |
| 25        | Tanche (Zeelt)               |
| 26        | Jasmin (Jasmijn)             |
| 27        | Verveine (Verbena)           |
| 28        | Thym (Tijm)                  |
| 29        | Pivoine (Pioenroos)          |
| 30        | Chariot (Handkar)            |

|                       |
| Republikeinse tijd:   |
| 7:02:37               |
| Midden-Europese tijd: |
| 17:42:04              |

|          |
| Primidi  |
| Duodi    |
| Tridi    |
| Quartidi |
| Quintidi |
| Sextidi  |
| Septidi  |
| Octidi   |
| Nonidi   |
| Décadi   |

| décade 28 |                           |
| 1         | Seigle (Rogge)            |
| 2         | Avoine (Haver)            |
| 3         | Oignon (Ui)               |
| 4         | Véronique (Ereprijs)      |
| 5         | Mulet (Muildier/muilezel) |
| 6         | Romarin (Rozemarijn)      |
| 7         | Concombre (Komkommer)     |
| 8         | Échalote (Sjalot)         |
| 9         | Absinthe (Absintalsem)    |
| 10        | Faucille (Sikkel)         |

| décade 29 |                       |
| 11        | Coriandre (Koriander) |
| 12        | Artichaut (Artisjok)  |
| 13        | Girofle (Kruidnagel)  |
| 14        | Lavande (Lavendel)    |
| 15        | Chamois (Gems)        |
| 16        | Tabac (Tabaksplant)   |
| 17        | Groseille (Rode bes)  |
| 18        | Gesse (Lathyrus)      |
| 19        | Cerise (Kers)         |
| 20        | Parc (Park)           |

| décade 30 |                     |
| 21        | Menthe (Munt)       |
| 22        | Cumin (Komijn)      |
| 23        | Haricot (Boon)      |
| 24        | Orcanète (Alkanna)  |
| 25        | Pintade (Parelhoen) |
| 26        | Sauge (Salie)       |
| 27        | Ail (Knoflook)      |
| 28        | Vesce (Voederwikke) |
| 29        | Blé (Tarwe)         |
| 30        | Chalémie (Schalmei) |

|                       |
| Republikeinse tijd:   |
| 7:02:37               |
| Midden-Europese tijd: |
| 17:42:04              |

|          |
| Primidi  |
| Duodi    |
| Tridi    |
| Quartidi |
| Quintidi |
| Sextidi  |
| Septidi  |
| Octidi   |
| Nonidi   |
| Décadi   |

| décade 31 |                               |
| 1         | Épeautre (Spelt)              |
| 2         | Bouillon blanc (Koningskaars) |
| 3         | Melon (Suikermeloen)          |
| 4         | Ivraie (Raaigras)             |
| 5         | Bélier (Ram)                  |
| 6         | Prêle (Paardenstaart)         |
| 7         | Armoise (Bijvoet)             |
| 8         | Carthame (Saffloer)           |
| 9         | Mûre (Braamstruik)            |
| 10        | Arrosoir (Gieter)             |

| décade 32 |                                |
| 11        | Panis (Vingergras, Siergras)   |
| 12        | Salicorne (Kortarige zeekraal) |
| 13        | Abricot (Abrikoos)             |
| 14        | Basilic (Basilicum)            |
| 15        | Brebis (Ooi)                   |
| 16        | Guimauve (Heemst)              |
| 17        | Lin (Vlas)                     |
| 18        | Amande (Amandel)               |
| 19        | Gentiane (Gentiaan)            |
| 20        | Écluse (Sluis)                 |

| décade 33 |                     |
| 21        | Carline (Carlina)   |
| 22        | Câprier (Kappertje) |
| 23        | Lentille (Linzen)   |
| 24        | Aunée (Alant)       |
| 25        | Loutre (Otter)      |
| 26        | Myrte (Mirte)       |
| 27        | Colza (Koolzaad)    |
| 28        | Lupin (Lupine)      |
| 29        | Coton (Katoen)      |
| 30        | Moulin (Molen)      |

|                       |
| Republikeinse tijd:   |
| 7:02:37               |
| Midden-Europese tijd: |
| 17:42:04              |

|          |
| Primidi  |
| Duodi    |
| Tridi    |
| Quartidi |
| Quintidi |
| Sextidi  |
| Septidi  |
| Octidi   |
| Nonidi   |
| Décadi   |

| décade 34 |                              |
| 1         | Prune (Pruim)                |
| 2         | Millet (Gierst)              |
| 3         | Lycoperdon (een boleet)      |
| 4         | Escourgeon (zesrijïge gerst) |
| 5         | Saumon (Zalm)                |
| 6         | Tubéreuse (Tuberoos)         |
| 7         | Sucrion (Wintergerst)        |
| 8         | Apocyn (Maagdenpalm)         |
| 9         | Réglisse (Zoethout)          |
| 10        | Échelle (Ladder)             |

| décade 35 |                         |
| 11        | Pastèque (Watermeloen)  |
| 12        | Fenouil (Venkel)        |
| 13        | Épine vinette (Zuurbes) |
| 14        | Noix (Walnoot)          |
| 15        | Truite (Forel)          |
| 16        | Citron (Citroen)        |
| 17        | Cardère (Kaardenbol)    |
| 18        | Nerprun (Vuilboom)      |
| 19        | Tagette (Afrikaantje)   |
| 20        | Hotte (Tas)             |

| décade 36 |                          |
| 21        | Églantine (Eglantier)    |
| 22        | Noisette (Hazelnoot)     |
| 23        | Houblon (Hop)            |
| 24        | Sorgho (Sorgo)           |
| 25        | Écrevisse (Rivierkreeft) |
| 26        | Bigarade (Pommerans)     |
| 27        | Verge d'or (Guldenroede) |
| 28        | Maïs                     |
| 29        | Marron (Tamme kastanje)  |
| 30        | Panier (Mand)            |

|                       |
| Republikeinse tijd:   |
| 7:02:37               |
| Midden-Europese tijd: |
| 17:42:04              |

|                       |
| Jour de la vertu      |
| Jour du génie         |
| Jour du travail       |
| Jour de l'opinion     |
| Jour des récompenses  |
| Jour de la révolution |

| décade 1 |
| 1        |
| 2        |
| 3        |
| 4        |
| 5        |
| 6        |

|                       |
| Jour de la vertu      |
| Jour du génie         |
| Jour du travail       |
| Jour de l'opinion     |
| Jour des récompenses  |
| Jour de la révolution |

| décade 1 |
| 1        |
| 2        |
| 3        |
| 4        |
| 5        |
| 6        |

|                       |
| Republikeinse tijd:   |
| 7:02:37               |
| Midden-Europese tijd: |
| 17:42:04              |